# Узбек Костянтин Минович
Узбек Костянтин Минович — український вчений, доктор філософських наук, професор.
Член Донецького відділення НТШ. Заслужений працівник Вищої школи України
Коло наукових інтересів: дослідження становлення античної математики, оцінки її впливу на філософію середньовіччя і Нового часу.

## Творчий доробок
- Узбек Костянтин Минович.. Антична математика і становлення системних підвалин філософського раціоналізму: дис… д-ра філос. наук: 09.00.09 / Інститут філософії ім. Г. С. Сковороди НАН України. — К., 2005. — 39с.
- К. М. Узбек, О. К. Щетиніна. Рефлексія античності в сучасній науці й філософії. Донецьк: Східний виданичий дім, 2010. — 212 с.
- К. М. Узбек. "Фрагменти побудови античної науки, філософії і культури. Донецьк: Східний виданичий дім, 2010. — 234 с.
- Узбек, Константин Минович. Развитие рациональности в античной математике и философии [Текст]: монография / К. М. Узбек ; Донецк. гос. ун-т экономики и торговли им. М. Туган-Барановского. — Донецк: [б. и.], 2003. — 368 с. — ISBN 966-7634-77-9

## Інтернет-ресурси
- Узбек Костянтин Минович. Фото.